# Mario Sports Mix
Mario Sports Mix (jap.: マリオスポーツミックス, Hepburn: Mario Supōtsu Mikkusu) ist ein Sport-Videospiel, das von dem japanischen Entwicklerstudio Square Enix entwickelt und von Nintendo erstmals am 25. November 2010 in Japan und in anderen Regionen Anfang 2011 auf den Markt gebracht wurde. Es ist eine Minispielsammlung, die die Sportarten Volleyball, Hockey, Dodgeball und Basketball enthält.

## Spielprinzip
In Mario Sports Mix, wählt man einen Charakter aus der Nintendo oder Square Enix Welt, um mit bis zu vier Spielern verrückte Versionen von Volleyball, Völkerball, Hockey und Basketball zu erleben. Das Spiel kann sowohl mit Wii-Controller oder mit dem Controller und der Nunchuk Erweiterung gespielt werden, Mit der Wii-Fernbedienung löst man Spezialfähigkeiten aus. Spezial-Items und Panzer sorgen dafür, dass das Spiel immer unerwartete Wendungen nehmen. Das Spielfeld kann ebenso eine ganz eigene Herausforderung mit sich bringen.    

## Rezeption
Mario Sports Mix wurde von der Fachpresse überwiegend mäßig, vereinzelt auch besonders positiv bzw. negativ, aufgenommen. Auf der Bewertungswebsite Metacritic hält das Spiel – basierend auf 54 Bewertungen – einen Metascore von 64 von 100 möglichen Punkten. Auf der US-amerikanischen Computerspielwebsite GameRankings betrug der Wertungsdurchschnitt 66 %. IGN bewertete es mit 6,5 von 10 Punkten.